# アニメーション神戸
アニメーション神戸（アニメーションこうべ）は、神戸市とアニメーション神戸実行委員会が毎年開催しているアニメーションなどの振興事業。授賞式の司会は、地元ラジオ局・ラジオ関西で長寿番組となっている『青春ラジメニア』パーソナリティの岩崎和夫・南かおりの2人。
第20回となった2015年をもって、授賞式等の表彰式典（アワード形態）を終了した。今後はワークショップ等の振興事業のみとなるが、主題歌賞についてラジオ関西が引き継ぎ、『青春ラジメニア』の企画として「ラジメニアワード」として継続する。

## 概要
アニメーションや映像産業などの育成・振興や人材発掘・事業集積を目的とし、優秀な製作団体・個人に対するアニメーション神戸賞の授与やフォーラムなどを開催している。第1回は1996年に開催された。
主催は神戸市およびアニメーション神戸実行委員会（実行委員長：浜野保樹 東京大学大学院教授）。第11回（2006年）より、実行委員長に神谷明を迎える。

## 授賞式開催日・開催場所
| 回数   | 開催日         | 開催場所                             |
| ------ | -------------- | ------------------------------------ |
| 第1回  | 1996年12月8日  | 神戸ファッションマート               |
| 第2回  | 1997年11月24日 | ポートピアホール                     |
| 第3回  | 1998年11月22日 | 神戸国際会議場メインホール           |
| 第4回  | 1999年11月13日 | 神戸国際会議場メインホール           |
| 第5回  | 2000年11月12日 | 神戸国際会議場メインホール           |
| 第6回  | 2001年9月16日  | 神戸国際会議場メインホール           |
| 第7回  | 2002年11月10日 | 神戸国際会議場メインホール           |
| 第8回  | 2003年11月9日  | 神商ホール                           |
| 第9回  | 2004年11月14日 | ジーベックホール                     |
| 第10回 | 2005年10月2日  | 神戸国際会議場メインホール           |
| 第11回 | 2006年11月19日 | ジーベックホール                     |
| 第12回 | 2007年11月4日  | 西山記念会館                         |
| 第13回 | 2008年11月2日  | 神戸国際会議場メインホール           |
| 第14回 | 2009年10月18日 | 神戸国際会議場メインホール           |
| 第15回 | 2010年11月28日 | 神戸国際会議場メインホール           |
| 第16回 | 2011年10月16日 | 神戸国際会議場メインホール           |
| 第17回 | 2012年12月2日  | 神戸国際会議場メインホール           |
| 第18回 | 2013年12月8日  | 神戸国際会議場メインホール           |
| 第19回 | 2014年12月7日  | デザイン・クリエイティブセンター神戸 |
| 第20回 | 2015年12月6日  | デザイン・クリエイティブセンター神戸 |

※第1回は「アニメーション神戸96'」、第2回は「アニメーション神戸97'」のタイトルで開催。

## 受賞作
※以下の第1回は「アニメーション神戸96'」、第2回は「アニメーション神戸97'」を指す。

### 神戸賞
| 第1回 | （株）サテライト |
| 第2回 | 幾原邦彦（監督） |

### 外国作品賞
| 第1回 | トイ・ストーリー                |
| 第2回 | ウォレスとグルミット、危機一髪! |

### 部門賞・デジタル技術部門
| 第1回 | オムニバス・ジャパン |
| 第2回 | スタジオジブリ       |

### 部門賞・声優部門
| 第1回 | 林原めぐみ |
| 第2回 | 椎名へきる |

### 個人賞
| 第1回  | 庵野秀明（監督）                              |
| 第2回  | 宮崎駿（監督）                                |
| 第3回  | ワタナベシンイチ（監督）                      |
| 第4回  | 大地丙太郎（監督）                            |
| 第5回  | 沖浦啓之（監督）                              |
| 第6回  | 北久保弘之（監督）                            |
| 第7回  | 原恵一（監督）                                |
| 第8回  | 黒田洋介（脚本家）                            |
| 第9回  | 神山健治（監督）                              |
| 第10回 | 吉田健一（アニメーター）                      |
| 第11回 | 長濵博史（監督）                              |
| 第12回 | 今石洋之（監督）                              |
| 第13回 | 磯光雄（監督）                                |
| 第14回 | 加藤久仁生（監督）                            |
| 第15回 | 細田守（アニメーション映画監督）              |
| 第16回 | 岡田麿里（脚本家）                            |
| 第17回 | 上松範康（音楽プロデューサー/作詞・作編曲家） |
| 第18回 | 水島努（監督）                                |
| 第19回 | 岸誠二（監督）                                |
| 第20回 | 水島精二（監督）                              |

※第1・2回は「部門賞・演出部門」の名称で授与。

### 特別賞
| 第1回  | 藤子・F・不二雄（漫画家）                                                                     |
| 第2回  | 野沢雅子（声優）                                                                              |
| 第3回  | 大塚康生（アニメータ－）                                                                      |
| 第4回  | 小山高生（脚本家）                                                                            |
| 第5回  | 斯波重治（音響監督）                                                                          |
| 第6回  | 大河原邦男（メカニックデザイナー）                                                            |
| 第7回  | 丸山正雄（プロデューサー）                                                                    |
| 第8回  | 松本零士（漫画家）                                                                            |
| 第9回  | 渡辺繁（プロデューサー）                                                                      |
| 第10回 | 九里一平（ゼネラルプロデューサー）                                                            |
| 第11回 | グループ・タック（制作会社） 大山のぶ代・小原乃梨子・野村道子・肝付兼太・たてかべ和也（声優） |
| 第12回 | 高畑勲（監督）                                                                                |
| 第13回 | 辻真先（作家・脚本家）                                                                        |
| 第14回 | 雪室俊一（作家・脚本家）                                                                      |
| 第15回 | 株式会社美峰（アニメーション背景美術）                                                        |
| 第16回 | 出﨑統（監督） 名探偵コナン製作チーム                                                         |
| 第17回 | 株式会社サンジゲン（3DCGアニメーション）                                                      |
| 第18回 | 河森正治（アニメ監督、メカデザイナー、ビジョンクリエイター） プリキュアシリーズ製作チーム     |
| 第19回 | 株式会社京都アニメーション（制作会社）                                                        |
| 第20回 | 安彦良和 (漫画家、アニメーター、アニメ監督)                                                   |

※第1回は「読売賞」の名称で授与。

### 作品賞・劇場部門
| 第1回  | GHOST IN THE SHELL / 攻殻機動隊                                                                       |
| 第2回  | （劇場映画の部）もののけ姫                                                                            |
| 第2回  | （会場特別賞）新世紀エヴァンゲリオン劇場版 シト新生 新世紀エヴァンゲリオン劇場版 Air/まごころを、君に |
| 第2回  | （神戸市民特別賞）地球が動いた日                                                                      |
| 第3回  | 劇場版ポケットモンスター ミュウツーの逆襲                                                             |
| 第4回  | 劇場版カードキャプターさくら                                                                          |
| 第5回  | 劇場版カードキャプターさくら 封印されたカード                                                         |
| 第6回  | 千と千尋の神隠し                                                                                      |
| 第7回  | 猫の恩返し                                                                                            |
| 第8回  | 千年女優                                                                                              |
| 第9回  | イノセンス                                                                                            |
| 第10回 | 機動戦士Ζガンダム－星を継ぐ者－                                                                       |
| 第11回 | 時をかける少女                                                                                        |
| 第12回 | パプリカ                                                                                              |
| 第13回 | ヱヴァンゲリヲン新劇場版:序                                                                           |
| 第14回 | ウォーリー                                                                                            |
| 第15回 | 涼宮ハルヒの消失                                                                                      |
| 第16回 | 劇場版マクロスF〜サヨナラノツバサ〜                                                                   |
| 第17回 | 映画けいおん!                                                                                         |
| 第18回 | 言の葉の庭                                                                                            |
| 第19回 | 劇場版 魔法少女まどか☆マギカ［新編］叛逆の物語                                                        |
| 第20回 | 攻殻機動隊 新劇場版                                                                                   |

※第1・2回は「劇場映画の部」の名称で授与。第2回は他に「会場特別賞」「神戸市民特別賞」も授与。

### 作品賞・テレビ部門
| 第1回  | 新世紀エヴァンゲリオン           |
| 第2回  | 少女革命ウテナ                   |
| 第3回  | カウボーイビバップ               |
| 第4回  | ∀ガンダム                        |
| 第5回  | 無限のリヴァイアス               |
| 第6回  | 機動天使エンジェリックレイヤー   |
| 第7回  | ラーゼフォン                     |
| 第8回  | 機動戦士ガンダムSEED             |
| 第9回  | 鋼の錬金術師                     |
| 第10回 | 巌窟王                           |
| 第11回 | 涼宮ハルヒの憂鬱                 |
| 第12回 | コードギアス 反逆のルルーシュ    |
| 第13回 | コードギアス 反逆のルルーシュ R2 |
| 第14回 | 東のエデン                       |
| 第15回 | けいおん!!                       |
| 第16回 | 魔法少女まどか☆マギカ            |
| 第17回 | ゆるゆり                         |
| 第18回 | 進撃の巨人                       |
| 第19回 | ラブライブ!                      |
| 第20回 | SHIROBAKO                        |

※第1・2回は「テレビ番組の部」の名称で授与。

### 作品賞・パッケージ部門
| 第1回  | KEY THE METAL IDOL                                           |
| 第2回  | 新機動戦記ガンダムW Endless Waltz                            |
| 第3回  | サクラ大戦2 〜君、死にたもうことなかれ〜 サクラ大戦 桜華絢爛 |
| 第4回  | 青の6号                                                      |
| 第5回  | シェンムー 1章 横須賀                                        |
| 第6回  | グランツーリスモ3 A-spec                                     |
| 第7回  | ほしのこえ The voices of a distant star                      |
| 第8回  | 戦闘妖精雪風                                                 |
| 第9回  | ジャングルはいつもハレのちグゥ FINAL                         |
| 第10回 | トップをねらえ2!                                             |
| 第11回 | リーンの翼                                                   |
| 第12回 | 攻殻機動隊 STAND ALONE COMPLEX Solid State Society           |

※第1・2回は「オリジナル・パッケージ・ソフトの部」の名称で授与。

### 作品賞・ネットワーク部門
| 第1回  | ジャングルパーク                                 |
| 第2回  | 新世紀エヴァンゲリオン 鋼鉄のガールフレンド      |
| 第5回  | 「ポケットモンスター金」「ポケットモンスター銀」 |
| 第6回  | ファンタシースターオンライン                     |
| 第7回  | ファイナルファンタジーXI                         |
| 第8回  | Grand-Ma                                         |
| 第9回  | スキージャンプ・ペア                             |
| 第10回 | まゆとろ THE TOONS                               |
| 第11回 | やわらか戦車                                     |
| 第12回 | Second Life                                      |
| 第13回 | 初音ミク                                         |
| 第14回 | 涼宮ハルヒちゃんの憂鬱&にょろーん☆ちゅるやさん   |
| 第15回 | ミクの日感謝祭 39's Giving Day                   |
| 第16回 | ヘタリア World Series                            |
| 第17回 | おさわり探偵 なめこ栽培キット                    |

※第1回は「インタラクティブの部」、第2回は「インタラクティブ・ソフトの部」の名称で授与。

### ラジオ関西賞・AM神戸賞（主題歌賞）
| 第1回  | ゆずれない願い（歌：田村直美）                                                                             |
| 第2回  | 鷺巣詩郎                                                                                                   |
| 第4回  | おジャ魔女カーニバル!!（歌：MAHO堂）                                                                       |
| 第5回  | ウィーアー!（歌：きただにひろし）                                                                          |
| 第6回  | W-Infinity（歌：三重野瞳 With 影山ヒロノブ）                                                               |
| 第7回  | For フルーツバスケット（歌：岡崎律子）                                                                     |
| 第8回  | 明日へのbrilliant road（歌：angela）                                                                       |
| 第9回  | DANZEN! ふたりはプリキュア（歌：五條真由美）                                                               |
| 第10回 | ハッピー☆マテリアル（歌：麻帆良学園中等部2-A）                                                             |
| 第11回 | ハレ晴レユカイ（歌：平野綾、茅原実里、後藤邑子）                                                           |
| 第12回 | もってけ!セーラーふく（歌：平野綾、加藤英美里、福原香織、遠藤綾）                                          |
| 第13回 | トライアングラー（歌：坂本真綾）                                                                           |
| 第14回 | Don't say "lazy"（歌：桜高軽音部（豊崎愛生、日笠陽子、佐藤聡美、寿美菜子））                               |
| 第15回 | only my railgun（歌：fripSide）                                                                            |
| 第16回 | 侵略ノススメ☆（歌：ULTRA-PRISM with イカ娘（金元寿子））                                                   |
| 第17回 | 太陽曰く燃えよカオス（歌：後ろから這いより隊G）                                                            |
| 第18回 | 紅蓮の弓矢（歌：Linked Horizon）                                                                           |
| 第19回 | シドニア（歌：angela）                                                                                     |
| 第20回 | ジョジョ その血の記憶〜end of THE WORLD〜（歌：JO☆STARS〜TOMMY,Coda,JIN〜（富永TOMMY弘明、Coda、橋本仁）） |

※第1回は「部門賞・主題歌部門」、第2回は「部門賞・音楽部門」の名称で授与。

※第4 - 8回：「AM神戸賞（主題歌賞）」、第9回 -：「ラジオ関西賞（主題歌賞）」

### 特別功労賞
| 第18回 | 宮崎駿（アニメーション映画監督） |

## 主題歌賞（ラジオ関西賞）投票結果
当該年度に放送されたアニメーションの主題歌等を投票形式で選出。曲名等は期限付きでラジオ関西のサイトのトップ、またはアニたまドットコムから期限付きで発表されるほか青春ラジメニアでは対象曲のタイトルの読み上げを行なっている。

### 第4回
投票総数：8,545票
| 順位     | 曲名                              | アーティスト            | 作品名               | 票数      |
| -------- | --------------------------------- | ----------------------- | -------------------- | --------- |
| 1位      | おジャ魔女カーニバル!!            | MAHO堂                  | おジャ魔女どれみ     | 288票     |
| 2位      | ターンAターン                     | 西城秀樹                | ∀ガンダム            | 250票     |
| 3位      | Tank!                             | シートベルツ            | カウボーイビバップ   | 234票     |
| 4位      | HI! HO!                           | aya                     | 宇宙海賊ミトの大冒険 | 199票     |
| 5位      | 戦士よ、起ち上がれ!               | 遠藤正明                | 魔装機神サイバスター | 150票     |
| （次点） | （ドリルでルンルン クルルンルン） | （川菜翠&麻績村まゆ子） | （D4プリンセス）     | （146票） |

### 第5回
投票総数：13,988票（うち、メール応募数：1,407票）
| 順位 | 曲名                      | アーティスト                        | 作品名                 | 票数  |
| ---- | ------------------------- | ----------------------------------- | ---------------------- | ----- |
| 1位  | ウィーアー!               | きただにひろし                      | ONE PIECE              | 875票 |
| 2位  | サクラサク                | 林原めぐみ                          | ラブひな               | 785票 |
| 3位  | dis-                      | 有坂美香                            | 無限のリヴァイアス     | 750票 |
| 4位  | プラチナ                  | 坂本真綾                            | カードキャプターさくら | 730票 |
| 5位  | ゲキテイ（檄!帝国華撃団） | 横山智佐（真宮寺さくら）+帝国歌劇団 | サクラ大戦             | 695票 |

### 第6回
投票総数：10,298票（うち、メール応募数：5,405票）
| 順位     | 曲名               | アーティスト                                                                                           | 作品名                         | 票数      |
| -------- | ------------------ | --- | ------------------------------ | --------- |
| 1位      | W-Infinity         | 三重野瞳 with 影山ヒロノブ                                                                             | GEAR戦士電童                   | 1,182票   |
| 2位      | おジャ魔女でBAN2   | MAHO堂                                                                                                 | も〜っと! おジャ魔女どれみ     | 1,075票   |
| 3位      | Love Destiny       | 堀江由衣                                                                                               | シスター・プリンセス           | 883票     |
| 4位      | Be My Angel        | 榎本温子                                                                                               | 機動天使エンジェリックレイヤー | 799票     |
| 5位      | 花右京メイド隊の歌 | 花右京メイド隊 （マリエル（田中理恵）、グレース（金田朋子）、 イクヨ（有島モユ）、コノヱ（平松晶子）） | 花右京メイド隊                 | 651票     |
| （次点） | （unsteady）       | （林原めぐみ）                                                                                         | （無敵王トライゼノン）         | （647票） |

### 第7回
投票総数：10,054票（メール：6,209票、ハガキ・FAX：3,845票）
| 順位 | 曲名                  | アーティスト | 作品名             | 票数    |
| ---- | --------------------- | ------------ | ------------------ | ------- |
| 1位  | Forフルーツバスケット | 岡崎律子     | フルーツバスケット | 1,155票 |
| 2位  | ヘミソフィア          | 坂本真綾     | ラーゼフォン       | 874票   |
| 3位  | Reckless fire         | 井出泰彰     | スクライド         | 781票   |
| 4位  | Northern lights       | 林原めぐみ   | シャーマンキング   | 563票   |
| 5位  | HUSTLE MUSCLE         | 河野陽吾     | キン肉マンII世     | 546票   |

### 第8回
投票期間：2003年6月8日〜8月10日
投票総数：11,590票
| 順位 | 曲名                      | アーティスト | 作品名                   | 票数    |
| ---- | ------------------------- | ------------ | ------------------------ | ------- |
| 1位  | 明日へのbrilliant road    | angela       | 宇宙のステルヴィア       | 1,209票 |
| 2位  | あんなに一緒だったのに    | See-Saw      | 機動戦士ガンダムSEED     | 1,177票 |
| 3位  | 僕は崖っぷち              | すわひでお   | ボンバーマンジェッターズ | 863票   |
| 4位  | キングゲイナー・オーバー! | 福山芳樹     | OVERMANキングゲイナー    | 714票   |
| 5位  | ロタティオン（LOTUS-2）   | 平沢進       | 千年女優                 | 705票   |

### 第9回
投票期間：2004年6月5日〜8月10日
投票総数：8,254票
| 順位 | 曲名                      | アーティスト          | 作品名                   | 票数    |
| ---- | ------------------------- | --------------------- | ------------------------ | ------- |
| 1位  | DANZEN!ふたりはプリキュア | 五條真由美            | ふたりはプリキュア       | 1,276票 |
| 2位  | Voice of heart            | マリエル（田中理恵）  | 花右京メイド隊 La Verite | 1,065票 |
| 3位  | metamorphose              | 高橋洋子              | この醜くも美しい世界     | 986票   |
| 4位  | メリッサ                  | ポルノグラフィティ    | 鋼の錬金術師             | 901票   |
| 5位  | ケロッ!とマーチ           | 角田信朗&いはたじゅり | ケロロ軍曹               | 806票   |

### 第10回
投票期間：2005年6月18日〜7月15日
投票総数：9,920票
| 順位 | 曲名                | アーティスト            | 作品名                 | 票数  |
| ---- | ------------------- | ----------------------- | ---------------------- | ----- |
| 1位  | ハッピー☆マテリアル | 麻帆良学園中等部2-A     | 魔法先生ネギま!        | 753票 |
| 2位  | 創聖のアクエリオン  | AKINO from bless4       | 創聖のアクエリオン     | 550票 |
| 3位  | 未来とゆう名の答え  | angela                  | ジンキ・エクステンド   | 522票 |
| 4位  | innocent starter    | 水樹奈々                | 魔法少女リリカルなのは | 411票 |
| 5位  | スクランブル        | 堀江由衣 with UNSCANDAL | スクールランブル       | 404票 |

### 第11回
投票期間：2006年7月1日〜8月31日
投票総数：7,450票
| 順位 | 曲名              | アーティスト               | 作品名                    | 票数    |
| ---- | ----------------- | -------------------------- | ------------------------- | ------- |
| 1位  | ハレ晴レユカイ    | 平野綾・茅原実里・後藤邑子 | 涼宮ハルヒの憂鬱          | 2,095票 |
| 2位  | ETERNAL BLAZE     | 水樹奈々                   | 魔法少女リリカルなのはA's | 761票   |
| 3位  | ヒカリ            | 堀江由衣                   | いぬかみっ!               | 449票   |
| 4位  | 冒険でしょでしょ? | 平野綾                     | 涼宮ハルヒの憂鬱          | 366票   |
| 5位  | 夢想歌            | Suara                      | うたわれるもの            | 183票   |

### 第12回
投票期間：2007年6月4日〜7月31日
投票総数：8,105票
| 順位 | 曲名                  | アーティスト                                                                            | 作品名                               | 票数    |
| ---- | --------------------- | --------------------------------------------------------------------------------------- | ------------------------------------ | ------- |
| 1位  | もってけ!セーラーふく | 泉こなた（平野綾）、柊かがみ（加藤英美里）、 柊つかさ（福原香織）、高良みゆき（遠藤綾） | らき☆すた                            | 2,017票 |
| 2位  | アンインストール      | 石川智晶                                                                                | ぼくらの                             | 1,300票 |
| 3位  | SECRET AMBITION       | 水樹奈々                                                                                | 魔法少女リリカルなのはStrikerS       | 1,015票 |
| 4位  | 真赤な誓い            | 福山芳樹                                                                                | 武装錬金                             | 796票   |
| 5位  | A Happy Life          | 林原めぐみ                                                                              | がくえんゆーとぴあ まなびストレート! | 670票   |